# Federação Guinéu-Equatoriana de Voleibol
A Federação Guinéu-Equatoriana de Voleibol  (em espanholːFederación ecuatoguineana de Voleibol, FEV) é  uma organização fundada em 1992 que governa a pratica de voleibol em Guiné Equatorial, sendo membro da Federação Internacional de Voleibol e da Confederação Africana de Voleibol, a entidade é responsável por  organizar  os campeonatos nacionais de  voleibol masculino e feminino no país.